# Seisaku Kagaku Kenkyūjo
Das Seisaku Kagaku Kenkyūjo (jap. 政策科学研究所, dt. „Wissenschaftliches Forschungsinstitut für Politik“) war bis 1999 eine Faktion der japanischen Liberaldemokratischen Partei (LDP). Nach seinen Vorsitzenden wurde es auch als Nakasone-Faktion, Watanabe-Faktion und schließlich als Ex-Watanabe-Faktion bezeichnet.
1966 verließ Nakasone Yasuhiro zusammen mit anderen Gegnern der Wiederwahl von Satō Eisaku als Parteivorsitzender/Premierminister die ehemalige Faktion von Hatoyama Ichirō, das Shunjūkai. Er gründete seine eigene Faktion unter dem offiziellen Namen shinsei dōshikai, die in den folgenden Jahren zu einer der Hauptströmungen der LDP entwickelte.
1978 änderte die Faktion ihren Namen in Seisaku Kagaku Kenkyūjo, abgekürzt Seikaken. Als Nakasone 1982 LDP-Vorsitzender und damit Premierminister wurde, übernahm Sakurauchi Yoshio den Faktionsvorsitz. In der Folge des Recruit-Skandals verlor Nakasone endgültig den Einfluss über die Faktion, neuer Vorsitzender wurde Watanabe Michio. Nach dessen Tod 1995 konnte sich kein einzelner an der Faktionsspitze durchsetzen, weshalb die Faktion weiterhin seinen Namen trug.
Nachdem sich 1998 die Yamasaki-Faktion abgespaltet hatte, schlossen sich die meisten verbliebenen Mitglieder der Faktion ein Jahr später mit der Kamei-Gruppe von Shizuka Kamei, selbst einer Abspaltung aus dem Seiwa Seisaku Kenkyūkai, zum Shisuikai (Murakami-Kamei-Faktion) zusammen.